# Yuri van Gelder
Yuri van Gelder (Waalwijk, 20 aprile 1983) è un ginnasta olandese, specializzato negli anelli. Ha rappresentato i Paesi Bassi ai Giochi olimpici estivi di Rio de Janeiro 2016. È stato campione del mondo negli anelli a Melbourne 2005.

## Palmarès

### Mondiali
- 3 medaglie:
  - 1 oro (Melbourne 2005 negli anelli)
  - 1 argento (Stoccarda 2007 negli anelli)
  - 1 bronzo (Aarhus 2006 negli anelli)

### Europei
- 3 medaglie:
  - 3 ori (Lubiana 2004 negli anelli; Losanna 2008 negli anelli; Milano 2009 negli anelli)

## Riconoscimenti
- Sportivo olandese dell'anno (2005)